# Ya'ara Saks
Pour les articles homonymes, voir Saks.
Ya'ara Saks, née le 9 mars 1973 à Toronto, est une entrepreneure et femme politique israélo-canadienne. Députée du Parti libéral du Canada, elle représente la circonscription de York-Centre à la Chambre des communes depuis 2020.

## Biographie
Saks est né d'un père israélien et d'une mère canadienne. Elle possède les deux nationalités et parle l'hébreu comme langue maternelle. Elle se décrit comme sioniste, mais aussi une partisane des droits des Palestiniens et critique de certaines des politiques d'Israël. En 1995, elle déménage en Israël pour joindre l'université hébraïque de Jérusalem pour sa maîtrise en relations internationales. Après avoir travaillé à la mairie de Jérusalem, elle revient à Toronto en 2005. Avant son entrée en politique, elle est propriétaire d'un studio de yoga et directrice d'un agence d'aide à la santé mentale. Quand le député de York-Centre, Michael Levitt, démissionne, Saks est désignée pour être la candidate libérale dans l'élection partielle. Le soir de l'élection, elle défait le conservateur Julius Tiangson. Certains attribuent cette victoire a une division du vote entre Tiangson et Maxime Bernier, le chef du Parti populaire. Lors de l'élection de 2021, elle est de nouveau candidate dans une circonscription où elle est encore peu connue dû à son élection récente et dans un atmosphère plus favorable aux conservateurs, qui présente alors l'avocat Joël Étienne. Elle remporte l'élection avec 47,3 % des voix contre 37,9 % pour le conservateur Joël Étienne.

## Résultats électoraux
|                          | Nom                      | Parti politique          | Voix   | %       | Majorité |
| ------------------------ | ------------------------ | ------------------------ | ------ | ------- | -------- |
|                          | Ya'ara Saks              | Libéral                  | 8 253  | 45,7 %  | 701      |
|                          | Joel Yakov Etienne       | Conservateur             | 7 552  | 41,82 % |          |
|                          | Kemal Ahmed              | NPD                      | 1 046  | 5,79 %  |          |
|                          | Max Bernier              | Parti populaire          | 642    | 3,56 %  |          |
|                          | Sasha Zavarella          | Vert                     | 461    | 2,55 %  |          |
|                          | John The Engineer Turmel | Indépendant              | 104    | 0,58 %  |          |
| Total des votes valides  | Total des votes valides  | Total des votes valides  | 18 058 | 99,09 % |          |
| Total des votes rejetés  | Total des votes rejetés  | Total des votes rejetés  | 166    | 0,91 %  |          |
| Total des votes exprimés | Total des votes exprimés | Total des votes exprimés | 18 224 | 25,83 % |          |
| Électeurs inscrits       | Électeurs inscrits       | Électeurs inscrits       | 70 543 |         |          |